# Campeonato Mundial de Ciclismo de Montaña de 2021
El XXXII Campeonato Mundial de Ciclismo de Montaña se celebró en la localidad de Val di Sole (Italia) entre el 24 y el 29 de agosto de 2021, bajo la organización de la Unión Ciclista Internacional (UCI) y la Unión Ciclista de Italia.
Se compitió en tres disciplinas, las que otorgaron un total de once títulos de campeón mundial:
- Descenso (DH) – masculino y femenino
- Campo a través (XC) – masculino, masculino en distancia corta, masculino con bicicleta eléctrica, femenino, femenino en distancia corta, femenino con bicicleta eléctrica y mixto por relevos
- Campo a través para cuatro (XC4) – masculino y femenino

## Medallistas

### Masculino
| Evento                                         | Oro                                      | Plata                               | Bronce                                   |
| ---------------------------------------------- | ---------------------------------------- | ----------------------------------- | ---------------------------------------- |
| Descenso (29.08)                               | Greg Minnaar Sudáfrica 3:28,963          | Benoît Coulanges Francia 3:29,190   | Troy Brosnan Australia 3:29,404          |
| Campo a través (28.08)                         | Nino Schurter · Suiza · 1:22:31          | Mathias Flückiger · Suiza · 1:22:33 | Victor Koretzky Francia 1:23:39          |
| Campo a través corto (26.08)                   | Christopher Blevins Estados Unidos 19:30 | Henrique Avancini · Brasil · 19:32  | Maximilian Brandl · Alemania · 19:32     |
| Campo a través para 4 (27.08)                  | Tomáš Slavík · República Checa           | Adrien Loron Francia                | Hannes Slavik · Austria                  |
| Campo a través con bicicleta eléctrica (27.08) | Jérôme Gilloux Francia 51:44             | Hugo Pigeon Francia 52:02           | Christopher Blevins Estados Unidos 52:55 |

### Femenino
| Evento                                         | Oro                                | Plata                                  | Bronce                               |
| ---------------------------------------------- | ---------------------------------- | -------------------------------------- | ------------------------------------ |
| Descenso (29.08)                               | Myriam Nicole Francia 4:06,243     | Marine Cabirou Francia 4:11,070        | Camille Balanche · Suiza · 4:12,342  |
| Campo a través (28.08)                         | Evie Richards Reino Unido 1:23:52  | Anne Terpstra · Países Bajos · 1:24:55 | Sina Frei · Suiza · 1:25:00          |
| Campo a través corto (26.08)                   | Sina Frei · Suiza · 20:11          | Evie Richards Reino Unido 20:11        | Pauline Ferrand-Prévot Francia 20:12 |
| Campo a través para 4 (27.08)                  | Michaela Hájková · República Checa | Mathilde Bernard Francia               | Anna Sara Rojas · Bolivia            |
| Campo a través con bicicleta eléctrica (27.08) | Nicole Göldi · Suiza · 49:24       | Laura Charles Francia 49:37            | Sofia Wiedenroth · Alemania · 50:07  |

### Mixto
| Evento                             | Oro                                                                                                   | Plata | Bronce |
| ---------------------------------- | --- | --- | --- |
| Campo a través por relevos (25.08) | Mathis Azzaro Adrien Boichis Léna Gérault Tatiana Tournut Line Burquier Jordan Sarrou Francia 1:25:51 | Christopher Blevins Brayden Johnson Savilia Blunk Ruth Holcomb Kate Courtney Riley Amos Estados Unidos 1:26:39 | Leon Kaiser · Paul Schehl · Sina van Thiel · Nina Benz · Ronja Eibl · Luca Schwarzbauer · Alemania · 1:26:40 |

## Medallero
| Núm. | País            | Oro | Plata | Bronce | Total |
| ---- | --------------- | --- | ----- | ------ | ----- |
| 1    | Francia         | 3   | 6     | 2      | 11    |
| 2    | Suiza           | 3   | 1     | 2      | 6     |
| 3    | República Checa | 2   | 0     | 0      | 2     |
| 4    | Estados Unidos  | 1   | 1     | 1      | 3     |
| 5    | Reino Unido     | 1   | 1     | 0      | 2     |
| 6    | Sudáfrica       | 1   | 0     | 0      | 1     |
| 7    | Brasil          | 0   | 1     | 0      | 1     |
| 7    | Países Bajos    | 0   | 1     | 0      | 1     |
| 9    | Alemania        | 0   | 0     | 3      | 3     |
| 10   | Australia       | 0   | 0     | 1      | 1     |
| 10   | Austria         | 0   | 0     | 1      | 1     |
| 10   | Bolivia         | 0   | 0     | 1      | 1     |
|      | TOTAL           | 11  | 11    | 11     | 33    |